# جمعية تعزيز صحة المرأة
جَمعية تعزيز صحة المرأة (بالإنجليزية: Women's Health Promotion Society)‏ هيَ مُنظمة مُستقلة غير ربحية تَأسست في عام 2014م بَهدف تعزيز صِحة المَرأة وَتمكين المَرأة على الصَعيد الدُولي بشكلٍ عام وعلى الصَعيد الوَطني في مصر بِشكلٍ خاص.
تَعتبر الجَمعية أن القيمة الأساسية للمُجتمع تقوم على أَساس رِعاية وَعِلاج المَرأة بشكل مِهني صِحي، وعلى أنَّ المُجتمع يجب أن يستجيب لِمُجمل حاجات المرأة، وينبغي أن تُقدم هذه الحاجيات بِشكل كامِل من غير تَجزأة ولا انتقاص، وَقد عَرفت الجَمعية تمكين المرأة على أنَهُ قُدرة المرأة على الاختيار، واتخاذ القَرار، والقيام بالأمور التي من شَأنها أن تُؤثر على حَياتها سَواء بشكل مُباشر أو غير مُباشر، ويُعتبر تمكين المرأة مَهمة جَميع أفراد المُجتمع.

## الأَهداف
تهدف الجَمعية إلى تَعزيز صحة المرأة وَتمكينها في المُجتمع، وهذه الأُهداف يُمكن تحقيقها من خلال ثلاثة أهداف أُخرى، وهيَ:
- تَدريب مُقدمي الرعاية الصِحية بهدف زيادة المَهارات والخبرات لَديهم، ويتم ذلك من خلال تَثقيف مُقدمي الرعاية الصِحية، والقِيام ببرامج بَحثية تهدف إلى تعزيز صحة النِساء وَتحسين السياسات التَنموية المُتعلقة فيهن.
- تَكامُل الخِدمات الطِبية الخاصة بالمرأة من خلال الكَشف المُبكر وبرامج الفَحص عن الأمراض الرئيسية التي تؤثر على حياة المرأة، وأيضاً من خلال وضع مبادئ توجيهية لِمُقدمي الرعاية الصِحية للمرأة.
- زيادة وتطوير الخِدمات المُجتمعية فيما يَتعلق بتعليم الموضوعات الرئيسية الخاصة بصحة المرأة وتنميتها، وأيضاً تطوير الأنشطة الخاصة بتمكين المرأة في المُجتمع.

## المَصادر
- الصَفحة الرَسمية لِجمعية تعزيز صحة المرأة على مَوقع فيس بوك.